# コマルカ・ド・モラソ
コマルカ・ド・モラソ（Comarca do Morrazo）はガリシア州ポンテベドラ県のコマルカで、同県の西部、モラソ半島に位置する。
ブエウ、カンガス、マリン、モアーニャの4自治体によって構成される。
隣接するコマルカは、北東のコマルカ・デ・ポンテベドラのみで、北はリア・デ・ポンテベドラに、南はリア･デ･ビーゴに、そして西は大西洋とリア･デ･アルダンに面している。
面積は140.7km²で、2010年の人口は83,509人（2007年：82,314人）。コマルカの中心地区は自治体マリンのマリン教区のマリン地区と自治体カンガスのカンガス教区のカンガス地区である。カスティーリャ語による表記はComarca del Morrazo（コマルカ・デル・モラソ）。

## 地理
| コマルカ・ド・モラソの構成自治体（2010年）             |            |             |                    |
| 自治体                                                 | 人口（人） | 面積（km²） | 人口密度（人/km²） |
| ブエウ                                                 | 12,368     | 30.8        | 401.6              |
| カンガス                                               | 25,913     | 38.1        | 680.1              |
| マリン                                                 | 25,997     | 36.7        | 708.4              |
| モアーニャ                                             | 19,231     | 35.1        | 547.9              |
| 計                                                     | 83,509     | 140.7       | 593.5              |
| 出典: INE（スペイン国立統計局）、IGE（ガリシア統計局） |            |             |                    |